# Thomas Bertelsen
Thomas Bertelsen, også kendt som T.O.M, er en dansk dj og producer inden for housegenren. Han har bl.a. arbejdet sammen med Torsten Bo Jacobsen (DJ Buda) i duoen Lulu Rouge, og med Trentemøller.
Bertelsen og Trentemøller dannede i 1997 én af Danmarks første house-grupper, Trigbag. De arbejde igen sammen på Trentemøllers debutalbum, The Last Resort (2006).
I 2001 remixede han for Toy-Box, Sunzet og Cargo sammen med Jesper Sidelmann under de to navne Larz Crimee og Arpeggio.
I 2006 var han med til at producere Mikael Simpson-albummet Stille Og Uroligt sammen med Torsten Bo Jacobsen. Bertelsen og Jacobsen producerede også Jokerens album, Den tørstige digter (2009).
Sammen med Steffen Breum har han produceret introen til TV2 Nyhederne, som blev taget i brug i januar 2016. Samme år udsendte Bertelsen ep'en Small Disasters EP under navnet T.O.M. and His Computer på Trentemøllers pladeselskab, In My Room.